# 达尔邦格阿
达尔邦格阿（Darbhanga），是印度比哈尔邦Darbhanga县的一个城镇。总人口266834（2001年）。

## 人口
该地2001年总人口266834人，其中男性142042人，女性124792人；0—6岁人口40000人，其中男20986人，女19014人；识字率64.30%，其中男性为71.91%，女性为55.63%。